# Father and Friend
Father and Friend is een nummer van de Nederlandse muzikant Alain Clark, afkomstig van zijn eerste Engelstalige album Live It Out uit 2007. Het is de tweede single die op 14 januari 2008 wordt uitgebracht. Father and Friend is een duet tussen Clark zelf en zijn vader Dane Clark, die zelf ook soulzanger is. Het nummer gaat over een vader en een zoon; de vader probeert niet alleen een vader te zijn, maar ook een vriend. Deze bijzondere band staat centraal in het nummer.
In de videoclip van het nummer zien we Alain en zijn vader samen met elkaar zingen voor een donkerblauwe achtergrond.

## Achtergrondinformatie
Het nummer, door Alain Clark zelf geschreven, gaat over zijn relatie met zijn vader. Clarks vader, Dane, zei in een interview dat hij het zelf niet beter had kunnen schrijven. Dane werd opgevoed door zijn alleenstaande moeder, en heeft zich steeds afgevraagd of hij, zonder zelf een vader in zijn leven gehad te hebben, nu wel een goede vader kan zijn voor zijn zoon. Het nummer wordt beschreven als een "intiem gesprek tussen vader en zoon".

## Tracklijst
1. Father And Friend - 04:16
2. This Ain't Gonna Work - (Live opgenomen bij "Evers staat op", Radio 538)

## Hitlijsten
De single werd een hit in Nederland, Zwitserland, het Verenigd Koninkrijk, Polen en Italië.
In Nederland was de single in week 51 van 2007 de 750e Megahit op NPO 3FM en in week 3 van 2008 de 1967e Alarmschijf op Radio 538 en werd een gigantische hit. De single bereikte de 2e positie zowel de Nederlandse Top 40 op destijds Radio 538 en de publieke hitlijst; de Mega Top 50 op NPO 3FM en de Single Top 100. Deze single was een nog grotere hit dan voorganger This Ain't Gonna Work. Niet alleen behaalde de single  de 2e positie (This Ain't Gonna Work kwam tot de 3e), ook stond de single veel langer genoteerd. Na het nationale succes, besloot Clark de single als internationale debuutsingle uit te brengen. Tijdens de radio-uitzending van de NPO Radio 2 Top 2000 op NPO Radio 2, maakte Clark bekend dat Father and Friend op 30 maart 2009 uitgebracht zou worden in het Verenigd Koninkrijk. Ook zijn album Live It Out zou in het buitenland verschijnen. Dit leidde tot een 17e positie in de Italiaanse Top 50.

## Hitnoteringen

### Nederlandse Top 40
| "Father and Friend" in de Nederlandse Top 40 - binnen 19 januari 2008 | "Father and Friend" in de Nederlandse Top 40 - binnen 19 januari 2008 | "Father and Friend" in de Nederlandse Top 40 - binnen 19 januari 2008 | "Father and Friend" in de Nederlandse Top 40 - binnen 19 januari 2008 | "Father and Friend" in de Nederlandse Top 40 - binnen 19 januari 2008 | "Father and Friend" in de Nederlandse Top 40 - binnen 19 januari 2008 | "Father and Friend" in de Nederlandse Top 40 - binnen 19 januari 2008 | "Father and Friend" in de Nederlandse Top 40 - binnen 19 januari 2008 | "Father and Friend" in de Nederlandse Top 40 - binnen 19 januari 2008 | "Father and Friend" in de Nederlandse Top 40 - binnen 19 januari 2008 | "Father and Friend" in de Nederlandse Top 40 - binnen 19 januari 2008 | "Father and Friend" in de Nederlandse Top 40 - binnen 19 januari 2008 | "Father and Friend" in de Nederlandse Top 40 - binnen 19 januari 2008 | "Father and Friend" in de Nederlandse Top 40 - binnen 19 januari 2008 | "Father and Friend" in de Nederlandse Top 40 - binnen 19 januari 2008 | "Father and Friend" in de Nederlandse Top 40 - binnen 19 januari 2008 | "Father and Friend" in de Nederlandse Top 40 - binnen 19 januari 2008 | "Father and Friend" in de Nederlandse Top 40 - binnen 19 januari 2008 | "Father and Friend" in de Nederlandse Top 40 - binnen 19 januari 2008 | "Father and Friend" in de Nederlandse Top 40 - binnen 19 januari 2008 | "Father and Friend" in de Nederlandse Top 40 - binnen 19 januari 2008 | "Father and Friend" in de Nederlandse Top 40 - binnen 19 januari 2008 |
| Week                                                                  | 1                                                                     | 2                                                                     | 3                                                                     | 4                                                                     | 5                                                                     | 6                                                                     | 7                                                                     | 8                                                                     | 9                                                                     | 10                                                                    | 11                                                                    | 12                                                                    | 13                                                                    | 14                                                                    | 15                                                                    | 16                                                                    | 17                                                                    | 18                                                                    | 19                                                                    | 20                                                                    |                                                                       |
| --------------------------------------------------------------------- | --------------------------------------------------------------------- | --------------------------------------------------------------------- | --------------------------------------------------------------------- | --------------------------------------------------------------------- | --------------------------------------------------------------------- | --------------------------------------------------------------------- | --------------------------------------------------------------------- | --------------------------------------------------------------------- | --------------------------------------------------------------------- | --------------------------------------------------------------------- | --------------------------------------------------------------------- | --------------------------------------------------------------------- | --------------------------------------------------------------------- | --------------------------------------------------------------------- | --------------------------------------------------------------------- | --------------------------------------------------------------------- | --------------------------------------------------------------------- | --------------------------------------------------------------------- | --------------------------------------------------------------------- | --------------------------------------------------------------------- | --------------------------------------------------------------------- |
| Nummer                                                                | 16                                                                    | 2                                                                     | 2                                                                     | 2                                                                     | 2                                                                     | 3                                                                     | 3                                                                     | 2                                                                     | 3                                                                     | 3                                                                     | 5                                                                     | 5                                                                     | 5                                                                     | 9                                                                     | 10                                                                    | 13                                                                    | 14                                                                    | 19                                                                    | 22                                                                    | 33                                                                    | uit                                                                   |

### Mega Top 50
Hitnotering: 05-01-2008 t/m 26-07-2008. Hoogste notering: #2 (1 week).

### NPO Radio 2 Top 2000
| Nummer met noteringen in de NPO Radio 2 Top 2000 | '09 | '10 | '11 | '12 | '13 | '14 | '15 | '16 | '17 | '18  | '19  | '20  | '21  | '22  | '23  | '24  |
| ------------------------------------------------ | --- | --- | --- | --- | --- | --- | --- | --- | --- | ---- | ---- | ---- | ---- | ---- | ---- | ---- |
| Father and Friend                                | 153 | 94  | 156 | 345 | 387 | 484 | 573 | 625 | 752 | 1012 | 1199 | 1211 | 1321 | 1590 | 1776 | 1789 |

1. ↑  Een vetgedrukt getal geeft de hoogste notering aan.
2. ↑  2009 was het eerste jaar met een notering voor dit nummer.